# Liste der US-amerikanischen Meister im Fliegengewicht (Boxen)
Diese Liste bietet eine Übersicht über alle US-amerikanischen Meister im Fliegengewicht:
- 1888: D. O’Brien
- 1889: M. Rice
- 1890: T. Murphy
- 1891: Nicht ausgetragen
- 1892: Nicht ausgetragen
- 1893: G. Ross
- 1894: J. Madden
- 1895: J. Salmon
- 1896: J. Mylan
- 1897: G.W. Owens
- 1898: Nicht ausgetragen
- 1899: David Watson
- 1900: W. Cullen
- 1901: J. Brown
- 1902: W. Schumaker
- 1903: R. McKinley
- 1904: J. O’Brien
- 1905: Fred Stingel
- 1906: James Carroll
- 1907: J. O’Brien
- 1908: Angus McDougal
- 1909: Arthur Souss
- 1910: James Rothwell
- 1911: John Fallon
- 1912: James Lynch
- 1913: Barney Snyder
- 1914: J. Downs
- 1915: Howard Root
- 1916: Thomas Darey
- 1917: Tommy Fall
- 1918: Joe Wiles
- 1919: D. Kamins
- 1920: A.J. Devito
- 1921: John Hamm
- 1922: T.P. McManua
- 1923: Al Bender
- 1924: Fidel LaBarba
- 1925: Alfred Rollinson
- 1926: Lawrence Lyons
- 1927: Harry Lieberson
- 1928: Hymie Miller
- 1929: Jimmy Kerr
- 1930: George Ostrow
- 1931: Babe Triscaro
- 1932: Lou Salica
- 1933: Tony Valore
- 1934: Thomas Barry
- 1935: Johnny Marcelline
- 1936: Jackie Wilson
- 1937: Bill Speary
- 1938: Robert Carroll
- 1939: Jose Mercado
- 1940: Johnny Manaio
- 1941: Larry Torpey
- 1942: Leroy Jackson
- 1943: Anthony Peppi
- 1944: Cecil Schoonmaker
- 1945: Keith Hamilton
- 1946: David Buna
- 1947: Robert Holiday
- 1948: Frankie Sodano
- 1949: Johnny Ortega
- 1950: Sherman Nelson
- 1951: Billy Peacock
- 1952: Billy Hill
- 1953: Bobby Singleton
- 1954: Charles Branch
- 1955: Heiji Shimabukuro
- 1956: Albert Pell
- 1957: Albert Pell
- 1958: Ray Perez
- 1959: Gil Yanez
- 1960: Wayman Gray
- 1961: Pete Gonzalez
- 1962: George Colon
- 1963: Lucas Matseke
- 1964: Melvin Miller
- 1965: Sammy Goss
- 1966: Nicky Priola
- 1967: Roland Miller
- 1968: Kenneth Bazer
- 1969: Caleb Long
- 1970: Eddie Santiago
- 1971: Bobby Lee Hunter
- 1972: Bobby Lee Hunter
- 1973: Richard Rozelle
- 1974: Greg Richardson
- 1975: Richard Rozelle
- 1976: Leo Randolph
- 1977: Jerome Coffee
- 1978: Mike Felde
- 1979: Harold Petty
- 1980: Richard Sandoval
- 1981: Fred Perkins
- 1982: Steve McCrory
- 1983: Steve McCrory
- 1984: Bernard Price
- 1985: Arthur Johnson
- 1986: Arthur Johnson
- 1987: Arthur Johnson
- 1988: Tony Gonzales
- 1989: Brian Lonon
- 1990: Rudy Bradley
- 1991: Tim Austin
- 1992: Arturo Hoffman
- 1993: Russell Roberts
- 1994: Carlos Navarro
- 1995: Arnulfo Bravo
- 1996: Ramases Patterson
- 1997: Clarence Vinson
- 1998: Clarence Vinson
- 1999: Roberto Benitez
- 2000: Roberto Benitez
- 2001: Roberto Benitez
- 2002: Raul Martinez
- 2003: Raul Martinez
- 2004: Ron Siler
- 2005: Rau’Shee Warren
- 2006: Rau’Shee Warren
- 2007: Rau’Shee Warren
- 2008: Randy Caballero
- 2009: Louis Byrd
- 2010: Louis Byrd
- 2011: David Carlton
- 2012: Santos Vasquez
- 2013: Leroy Davila
- 2014: Leroy Davila
- 2015: Melik Elliston
- 2016: Nick Scaturchio